# 보른-인펠트 이론
이론물리학에서 보른-인펠트 이론(Born-Infeld異論, 영어: Born–Infeld theory)은 비선형 전자기 이론의 하나다. 약한 장 극한에서 맥스웰 이론으로 수렴하지만, 점전하의 근처에서 장세기가 발산하지 않는다. 끈 이론에 등장한다.

## 정의
편의상 {\displaystyle c=\epsilon _{0}=1}로 놓자. 그렇다면, 보른-인펠트 이론의 작용은 다음과 같다.
{\displaystyle S=\int \left(-{\sqrt {-\det \left(\eta +{F \over b}\right)}}\right)\,\mathrm {d} x^{4}}
여기서 {\displaystyle \eta }는 민코프스키 계량 텐서이며, F는 패러데이 텐서다. b는 척도 매개 변수다. 사실, {\displaystyle b}는 [길이]2의 단위를 가지므로, 장세기 {\displaystyle F}를 재정의하여 없앨 수 있으며, 따라서 이 이론은 사실 (단위 없는) 매개 변수를 갖지 않는다.
3차원 벡터로 쓰면 작용은 다음과 같다.
{\displaystyle S=\int \left(-{\sqrt {1-{\frac {E^{2}-B^{2}}{b^{2}}}-{\frac {(\mathbf {E} \cdot \mathbf {B} )^{2}}{b^{4}}}}}\right)\,\mathrm {d} x^{4}}
여기서 {\displaystyle \mathbf {E} }는 전기장, {\displaystyle \mathbf {B} }는 자기장이다.

### 유도
보른-인펠트 이론은 다음 5가지 조건을 만족시키는 유일한 고전 장론이다.:§1
1. 푸앵카레 변환에 대하여 불변이다.
2. 약한 장세기 극한에서 맥스웰 이론에 수렴한다.
3. 바일 게이지 변환에 대하여 불변이다.
4. 점입자의 전자기 에너지는 유한하다.
5. 전자기파의 속력이 편광 방향에 관계 없이 일정하다.

## 성질
보른-인펠트 이론에서는 전자기장의 크기가 제약을 받는다. 정확히 말하면, 전기장 {\displaystyle \mathbf {E} }과 자기장 {\displaystyle \mathbf {B} }는 다음을 만족한다.
{\displaystyle E^{2}-B^{2}+(\mathbf {E} \cdot \mathbf {B} )^{2}/b^{2}\leq b^{2}}.
즉, 만약 자기장이 없으면 ({\displaystyle \mathbf {B} =\mathbf {0} }) 전기장의 최댓값은 {\displaystyle b}이다.
{\displaystyle E\leq b}.
또한, 만약 전자기장의 크기가 {\displaystyle b}보다 현저히 작다면 ({\displaystyle E,B\ll b}) 보른-인펠트 이론은 맥스웰 이론으로 수렴한다.
구체적으로, 유클리드 부호수의 4차원 보른-인펠트 이론을 생각하자. 이 경우
{\displaystyle {\begin{aligned}\det(\eta +F/b)&=1+{\frac {1}{2}}b^{-2}F_{ij}F^{ij}+{\frac {1}{16}}b^{-4}\left(F_{ij}(\star F)^{ij}\right)^{2}\\&=\left(1+{\frac {1}{4b^{2}}}F_{ij}(\star F)^{ij}\right)^{2}+{\frac {1}{4b^{2}}}(F-\star F)_{ij}(F-\star F)^{ij}\end{aligned}}}
{\displaystyle (\star F)_{ij}={\frac {1}{2}}\epsilon _{ijkl}F^{kl}}
이므로,:(3.2)
{\displaystyle {\sqrt {\det(\eta +F/b)}}-1\geq {\frac {1}{4}}b^{-2}F_{ij}(\star F)^{ij}}
이며, 이는 천 특성류이다. 즉, 자기 쌍대 장세기(아벨 양-밀스 순간자)는 BPS 조건을 만족시켜, 자동적으로 보른-인펠트 이론의 해를 이룬다. {\displaystyle F\ll b} 극한에서는
{\displaystyle {\sqrt {\det(\eta +F/b)}}-1={\frac {1}{4b^{2}}}F_{ij}F^{ij}+{\mathcal {O}}(b^{-4})}
이므로 그 작용은 맥스웰 작용으로 근사된다. 반면, {\displaystyle F}가 크다면 작용은 위와 같이 천 특성류 항으로 근사된다. 또한, 4차원 보른-인펠트 작용은 전기-자기 이중성
{\displaystyle F\leftrightarrow \star F}
에 대하여 (맥스웰 작용과 마찬가지로) 불변이다.

### 점전하의 자체 에너지
맥스웰 이론에서는 점전하의 자체 에너지가 발산한다. 역사적으로 보른과 인펠트는 전자의 자체 에너지가 맥스웰 이론에서 발산하는 문제를 풀기 위하여 보른-인펠트 이론을 도입하였다. 보른-인펠트 이론에서는 점전하의 전자기장 {\displaystyle \mathbf {E} }, {\displaystyle \mathbf {B} }가 유한하지만, 에너지 밀도는 발산하게 된다. 그러나 이 경우 총 에너지는 유한하다.:442 이러한 해를 바이온(영어: BIon)이라고 한다. 여기서 "BI"는 "보른-인펠트"의 약자이다.

## 실험
보른-인펠트 이론을 실제 세계를 묘사하는, 양자 전기 역학의 보정으로 여길 경우, 이를 뒷받침하는 실험적 증거는 현재 (2016년) 존재하지 않으며, 보른-인펠트 이론의 매개 변수 {\displaystyle b}에 대한 하한은 실험적으로 측정되었다.:§IV.D
구체적으로, 1973년의 실험에 따르면
{\displaystyle b\geq 17\;\mathrm {ZV/m} }
이다. 그러나 이 실험의 해석에 대하여 최근에 이의가 제기되었다.

## 디랙-보른-인펠트 작용
끈 이론에서, D-막 위의 게이지 장은 위와 비슷한 꼴의 작용을 가지는데, 이를 디랙-보른-인펠트 작용(영어: Dirac–Born–Infeld action)이라고 부른다.:135, §5.3 The Dirac–Born–Infeld action 구체적으로, 그 작용은 다음과 같다.
{\displaystyle {\mathcal {L}}=-T_{p}{\sqrt {-\det \left(\eta +2\pi \alpha 'F\right)}}}.
여기서 {\displaystyle T_{p}}는 D-막의 장력(tension)이다. {\displaystyle F_{ab}}는 D-막의 게이지 장세기로, 전자기론에서의 패러데이 텐서에 해당한다. {\displaystyle \alpha '}는 레제 기울기로, 끈 이론에 등장하는 상수다.
만약 여기에 캘브-라몽 장 {\displaystyle B_{ab}}와 딜라톤 {\displaystyle \Phi }를 추가하고, 중력장을 ({\displaystyle \eta } 대신) 일반적으로 {\displaystyle G_{ab}}로 쓰면 다음과 같다.
{\displaystyle {\mathcal {L}}=-T_{p}e^{-\Phi }{\sqrt {\det(G+B+2\pi \alpha 'F)}}}.
따라서 D-막에 붙어 있는 열린 끈이 부피 공간(영어: bulk)의 배경이 되는 느뵈-슈워츠-느뵈-슈워츠 장(중력장, 캘브-라몽 장, 딜라톤 장)과 직접 결합하게 된다.
디랙-보른-인펠트 작용은 제곱근 속에 있는 항({\displaystyle G+B+2\pi \alpha 'F)})의 1차 도함수가 끈 길이 {\displaystyle {\sqrt {\alpha '}}}보다 매우 작을 때 믿을 수 있다. 즉, 게이지 장 {\displaystyle A_{\mu }} 및 스칼라 {\displaystyle \Phi }의 2차 도함수와 캘브-라몽 장의 1차 도함수가 끈 길이보다 매우 작아야 한다.

## 역사
1930년대 초에 막스 보른은 전자기장의 세기가 발산할 수 없는, 맥스웰 방정식의 변형을 찾으려고 노력하였다. 이에 따라 보른이 1933년에 최초로 제시한 라그랑지언은 다음과 같다.
{\displaystyle L={\frac {1}{b^{2}}}{\sqrt {1-b^{2}(\mathbf {E} ^{2}-\mathbf {B} ^{2})}}}
같은 해에 보른과 레오폴트 인펠트는 이 항이 로런츠 불변이려면 제곱근 속에 {\displaystyle -b^{-4}\mathbf {E} \cdot \mathbf {B} }를 추가하여야 한다는 점을 지적하였다.
보른과 인펠트는 이 이론을 도입하게 된 목표를 다음과 같이 두 가지로 제시하였다.
| “ | 최근 제시된 새 장 방정식들은 두 개의 원리로부터 각각 유도될 수 있다. 첫째 원리는 꽤 자명한 물리학 명제이며, 둘째 원리는 마찬가지로 자명한 수학적 공준이다. (1) […] 고전적 [맥스웰] 라그랑지언은 […] 무한히 큰 장세기를 야기한다. 그러나 경험에 따르면, 유한 장 원리가 성립한다. 고전적 함수 [맥스웰 라그랑지언] {\displaystyle L}을 사용하면 무한한 [점입자] 자기 에너지와 다른 기타 물리량이 발생하지만, 이들은 사실 물론 유한해야 한다. […] (2) 같은 결과를 작용의 불변성으로부터 얻을 수 있다. […] 모든 텐서는 대칭 성분과 반대칭 성분으로 분해된다. […] 대칭 성분은 […] 계량 텐서로, 반대칭 성분은 […] 전자기 텐서로 여겨야 한다. 만약 작용이 […] 약한 장세기와 데카르트 좌표계에서 [맥스웰 작용]으로 수렴하게 하려면, 우리는 […] [위]의 경우와 같은 결과를 얻는다. The new field equations proposed recently can be derived from either of two principles, the first being a rather obvious physical statement, the other an equally obvious mathematical postulate. (1) […] The classical [Maxwell] Lagrangian […] leads to infinitely large values for the strengths of the field. But experience leads to the principle of the finite field. For the use of the classical function {\displaystyle L} gives infinite values of [point particle] self energy and other physical quantities which are, in fact, certainly finite. […] (2) The same result can be obtained by the mathematical postulate of the invariance of action. […] [E]very tensor can be split up into a symmetrical and antisymmetrical part […] The symmetrical part […] should be identified with the metrical and [the antisymmetrical part] with the electromagnetic tensor. If we demand that the actions […] take the form of the [Maxwell action] in the case of small electromagnetic fields and cartesian co-ordinate systems, we obtain […] [an] expression […] entirely equivalent to the [above]. | ” |
|   | — |   |

현대적인 관점에서, (1)번 문제는 양자 전기 역학의 도입을 통해 해결되었다. 그러나 (2)번 원리를 통한 유도는 끈 이론에서 D-막의 난부-고토 작용으로부터 자연스럽게 발생하게 된다.
이후 1980년대에 초끈 이론의 D-막이 초대칭 보른-인펠트 이론을 자연스럽게 갖는다는 사실이 발견되면서 보른-인펠트 이론은 재주목받게 되었다.:§3